# Француска Полинезија на Светском првенству у атлетици на отвореном 2015.
Француска Полинезија је учествовала на Светском првенству у атлетици на отвореном 2015. одржаном у Пекингу од 12. до 30. августа једанаести пут. Репрезентацију Француске Полинезије представљао је један атлетичар који се такмичио у трци на 100 метара.,..
На овом првенству Француска Полинезија није освојила ниједну медаљу, а Грегори Браде је изједначио лични рекорд.

## Учесници
Мушкарци:
- Грегори Браде — 100 м

## Резултати

### Мушкарци
| Атлетичар     | Дисциплина | Лични рекорд | Предтакмичење | Предтакмичење | Квалификације    | Квалификације    | Полуфинале       | Полуфинале       | Финале           | Финале       | Детаљи |
| Атлетичар     | Дисциплина | Лични рекорд | Резултат      | Место         | Резултат         | Место            | Резултат         | Место            | Резултат         | Место        | Детаљи |
| ------------- | ---------- | ------------ | ------------- | ------------- | ---------------- | ---------------- | ---------------- | ---------------- | ---------------- | ------------ | ------ |
| Грегори Браде | 100 м      | 11,29        | 11,29 =ЛР     | 5 гр 2        | Није се пласирао | Није се пласирао | Није се пласирао | Није се пласирао | Није се пласирао | 60 / 68 (71) |        |